# Słonówek
Słonówek – dawna osada w Polsce, w województwie lubuskim, w powiecie strzelecko-drezdeneckim, w gminie Dobiegniew. Miejscowość zniesiona 1 stycznia 2017.
W latach 1975–1998 miejscowość administracyjnie należała do województwa gorzowskiego.